# Lliga kirguís de futbol
La Lliga kirguís de futbol és la màxima competició futbolística del Kirguizstan. Va ser creada l'any 1992.

## Principals equips
Clubs que han jugat més temporades a primera divisió (a data de 2023).
| Equips                        | Ciutat      | Estadi                        | Capacitat |
| ----------------------------- | ----------- | ----------------------------- | --------- |
| FC Alga Bishkek               | Bishkek     | KGAFKiS                       | 1.000     |
| FC Alay                       | Osh         | Estadi Suyumbayev             | 11.200    |
| FC Dordoi Bishkek             | Bishkek     | SC Dordoi                     | 850       |
| FC Kara-Balta                 | Kara-Balta  | Estadi Manas                  | 4.000     |
| FC Abdysh-Ata Kant            | Kant        | Nitro Arena                   | 1.200     |
| FC Neftchi Kochkor-Ata        | Kochkor-Ata | Estadi Neftyannik Kochkor-Ata | 5.000     |
| FC Zhashtyk-Ak-Altyn Kara-Suu | Kara-Suu    | Estadi Central de Kara-Suu    | 6.000     |
| FC Jalal-Abad                 | Jalal-Abad  | Estadi de Jalal-Abad          | 7.000     |
| FC Shakhtyor Kyzyl-Kiya       | Kyzyl-Kyya  | Tashmedia                     | 1.000     |
| FC Dinamo MVD Bishkek         | Bishkek     | Estadi Dinamo                 | 10.000    |

## Historial
Font:

### Època soviètica
- 1934: Frunze City Team
- 1935: Dinamo Frunze
- 1936: Burevestnik Frunze
- 1937-p: Spartak Frunze
- 1937-t: Burevestnik Frunze
- 1938-p: Dinamo Frunze
- 1938-t: Dinamo Frunze
- 1939-44: no es disputà
- 1945: Frunze City Team
- 1946: Spartak Frunze
- 1947: Spartak Frunze
- 1948: Spartak Frunze
- 1949: Burevestnik Frunze
- 1950: Spartak Frunze
- 1951: Frunze City Team
- 1952: Dinamo Frunze
- 1953: Osh Region Team
- 1954: Frunze City Team
- 1955: Frunze City Team
- 1956: Frunze City Team
- 1957: Frunze Region Team
- 1958: Torpedo Frunze
- 1959: Torpedo Frunze
- 1960: SKIF Frunze
- 1961: Mayli-Say City Team
- 1962: Alga Kalininskoye
- 1963: Alga Kalininskoye
- 1964: Selmashevets Frunze
- 1965: Alga Kalininskoye
- 1966: Selmashevets Frunze
- 1967: Alga Kalininskoye
- 1968: Selmashevets Frunze
- 1969: Instrumentalshchik Frunze
- 1970: Selmashevets Frunze
- 1971: Elektrik Frunze
- 1972: Selmashevets Frunze
- 1973: Selmashevets Frunze
- 1974: Tekstilshchik Osh
- 1975: Instrumentalshchik Frunze
- 1976: Stroitel Jalal-Abad
- 1977: Selmashevets Frunze
- 1978: Instrumentalshchik Frunze
- 1979: Selmashevets Frunze
- 1980: Instrumentalshchik Frunze
- 1981: Instrumentalshchik Frunze
- 1982: Instrumentalshchik Frunze
- 1983: Instrumentalshchik Frunze
- 1984: Instrumentalshchik Frunze
- 1985: no es disputà
- 1986: Selmashevets Frunze
- 1987: Selmashevets Frunze
- 1988: Selmashevets Frunze
- 1989: Selmashevets Frunze
- 1990: Selmashevets Frunze
- 1991: Selmashevets Frunze

Llegenda: p-primavera, t-tardor

### Des de la independència
- 1992:  Alga Bishkek (1)
- 1993:  Alga-RIIF Bishkek (2)
- 1994:  Kant-Oil Kant (1)
- 1995:  Kant-Oil Kant (2)
- 1996:  Metallurg Kadamjay (1)
- 1997:  Dinamo Bishkek (1)
- 1998:  CAG-Dinamo-MVD Bishkek (2)
- 1999:  CAG-Dinamo Bishkek (3)
- 2000:  SKA-PVO Bishkek (3)
- 2001:  SKA-PVO Bishkek (4)
- 2002:  SKA-PVO Bishkek (5)
- 2003:  Zhashtyk Ak Altyn Kara-Suu (1)
- 2004:  Dordoi-Dynamo Naryn (1)
- 2005:  Dordoi-Dynamo Naryn (2)
- 2006:  Dordoi-Dynamo Naryn (3)
- 2007:  Dordoi-Dynamo Naryn (4)
- 2008:  Dordoi-Dynamo Naryn (5)
- 2009:  Dordoi-Dynamo Naryn (6)
- 2010:  Neftchi Kochkor-Ata (1)
- 2011:  Dordoi Bishkek (7)
- 2012:  Dordoi Bishkek (8)
- 2013:  Alay Osh (1)
- 2014:  Dordoi Bishkek (9)
- 2015:  Alay Osh (2)
- 2016:  Alay Osh (3)
- 2017:  Alay Osh (4)
- 2018:  Dordoi Bishkek (10)
- 2019:  Dordoi Bishkek (11)
- 2020:  Dordoi Bishkek (12)
- 2021:  Dordoi Bishkek (13)
- 2022:  Abdysh-Ata Kant (1)